# Comuna de Gaszowice
Gaszowice (polaco: Gmina Gaszowice) é uma gminy (comuna) na Polónia, na voivodia de Santa Cruz e no condado de Rybnicki. A sede do condado é a cidade de Gaszowice.
De acordo com os censos de 2006, a comuna tem 8744 habitantes, com uma densidade 444,2 hab/km².

## Área
Estende-se por uma área de 19,54 km², incluindo:
- área agrícola: 83%
- área florestal: 3%

## Demografia
Dados de 30 de Junho 2004:
|                      | Total   | Total | Mulheres | Mulheres | Homens  | Homens |
| -------------------- | ------- | ----- | -------- | -------- | ------- | ------ |
|                      | pessoas | %     | pessoas  | %        | pessoas | %      |
| População            | 8679    | 100   | 4336     | 50       | 4343    | 50     |
| Densidade (pop./km²) | 444,2   | 100   | 221,9    | 221,9    | 222,3   | 222,3  |

De acordo com dados de 2002, o rendimento médio per capita ascendia a 1134,33 zł.

## Subdivisões
- Czernica, Gaszowice, Łuków Śląski, Piece, Szczerbice.

## Comunas vizinhas
- Jejkowice, Lyski, Pszów, Rydułtowy